# Comitatul Árva
Comitatul Árva, cunoscut și ca Varmeghia Árva (în maghiară Árva vármegye, în germană Komitat Arwa, în latină Comitatus Arvensis, în poloneză Komitat Orawa, în slovacă Oravská župa), a fost o unitate administrativă a Regatului Ungariei din secolul XV și până în 1920. În prezent, teritoriul acestuia se găsește în nordul Slovaciei și în sudul Poloniei. Denumirea slovacă "Orava" este utilizată doar ca o denumire informală a teritoriul corespunzător (regiunea Orava). Capitala comitatului a fost orașul Dolný Kubín (în maghiară Alsókubin, în germană Unterkubin).

## Geografie
Comitatul Árva se învecina la nord și est cu Regatul Galiției și Lodomeriei (teritoriu care aparținea de Imperiul Austriac), la vest cu Comitatul Trencsén (Trenčín), la sud-vest cu Comitatul Turóc (Turiec) și la sud cu Comitatul Liptó (Liptov). Teritoriul comitatului se afla de-a lungul râului Orava între Zázrivá și Munții Tatra. Actualmente teritoriul său este divizat de granița polonezo-slovacă. Principalul oraș polonez al regiunii Orava este Jabłonka. Suprafața comitatului în 1910 era de 2.019 km², incluzând suprafețele de apă.

## Istorie
Comitatul Árva a fost înființat înainte de secolul XV. Capitala comitatului a fost Castelul Orava, apoi  Veličná și începând de la sfârșitul secolului al XVII-lea Dolný Kubín.
La sfârșitul Primului Război Mondial, teritoriul său a devenit parte componentă a noului stat Cehoslovacia, aceste modificări de granițe fiind recunoscute prin Tratatul de la Trianon (1920). După o dispută de frontieră (vezi articolul despre conflictele de frontieră între Polonia și Cehoslovacia), mai multe sate din nord-estul fostului comitat au făcut rezultatul unor schimburi între Polonia și Cehoslovacia.
În timpul celui de-al doilea război mondial, când Cehoslovacia a fost temporar divizată, regiunea Orava a făcut parte din Slovacia independentă. După război, regiunea Orava a revenit iarăși Cehoslovaciei. În 1993, Cehoslovacia s-a divizat din nou, iar Orava a devenit parte a Slovaciei.

## Demografie
În 1910, populația comitatului era de 78.745 locuitori, dintre care: 
- Slovaci -- 59.096 (75,04%)
- Polonezi -- 16.131 (20,48%)
- Maghiari -- 2.000 (2,53%)
- Germani -- 1.518 (1,92%)

## Subdiviziuni

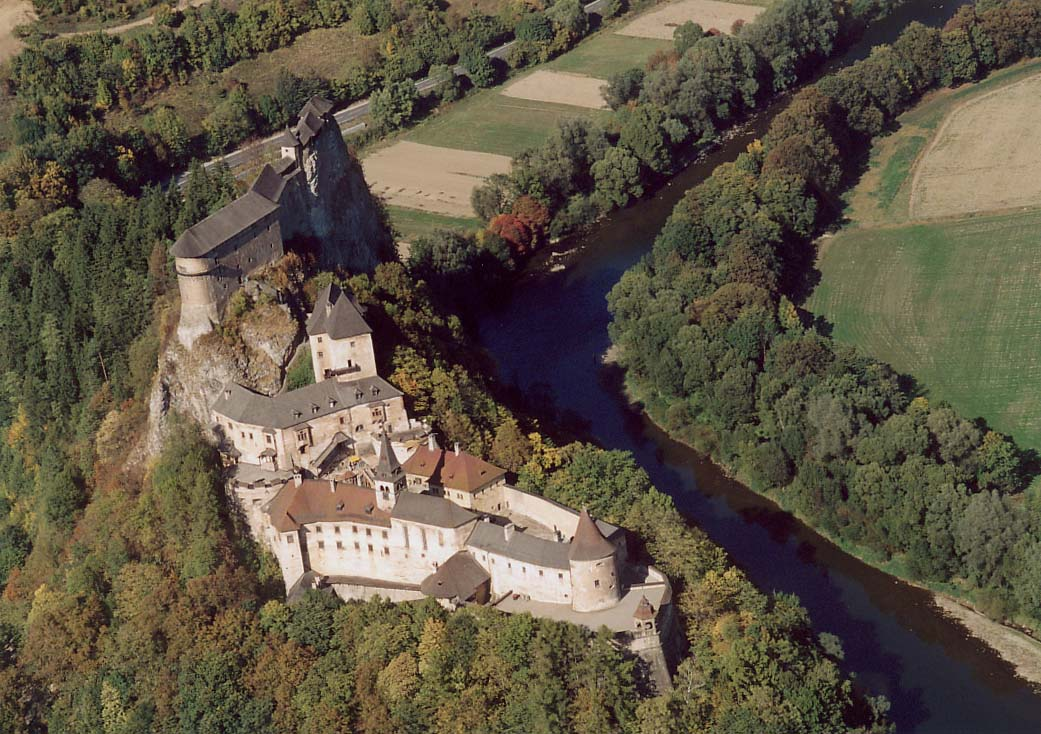
Sediul iniţial al comitatului a fost Castelul Orava

La începutul secolului 20, subdiviziunile comitatului Árva erau următoarele:
| Districte (járás) | Districte (járás)         |
| District          | Capitală                  |
| ----------------- | ------------------------- |
| Alsókubin         | Alsókubin --- Dolný Kubín |
| Námesztó          | Námesztó --- Námestovo    |
| Trsztena          | Trsztena --- Trstená      |
| Vár               | Turdossin --- Tvrdošín    |